# Тауекель-хан
Тауекель-хан (каз. Тәуекел хан, до вступления на ханский престол Тауекель-султан) — хан Казахского ханства в период с 1582 по 1598 год. Сын Шигай-хана и Яхшим-бигим-Ханым.

## Имя
В разных источниках упоминается также как Таввакул, Тевкел(ь), Тауекель Мухаммед бахадур и т. д. с приставкой звания султана или хана.
Т.И. Султанов называет его Таваккул, приводит также варианты Тевеккель, Тевкель, Тауке и Тукай. Это имя происходит от арабского глагола таваккала - "уповать, полагаться".

## Биография
Тауекель-хан сын Шигай хана и Яхшим-бигим Ханым. Тауекель в совершенстве владел персидским языком, на котором писал стихи в стиле Маснави. Тауекель-хан, как и все казахские ханы XVI—XVIII веков, вёл борьбу с ойратами под лозунгом священной борьбы с неверными. Мусульманское самосознание подчеркивается Тауекель-ханом в его письме к ташкентскому правителю Барак хану Шибаниду: «Мы оба потомки Чингис хана, связаны узами родства. Кроме того, оба мы мусульмане, единоверцы. Окажи мне поддержку, и мы вместе отомстим кафирам». Во многих южноказахстанских и среднеазиатских городах, которые подчинились его власти, хан тесно общался с духовенством, строил мечети и медресе. Тауекель-хан был членом суфийского ордена «Накшбандийя». Как и многие казахские ханы Касым хан, Есим хан, Тауке-хан он был мюридом (учеником) у известных шейхов. О религиозности казахского государя сохранились сведения в «Зийа ал-кулуб» Мухаммад Аваза. Оно представляет собой жизнеописание шейха ордена «Накшбандийя» — Ходжи Исхака (Хазрат-и ишана). Имя Тауекеля часто упоминается в письменых источниках, описывающих время правления его отца — Шигай-хана. Так, в июле 1581 года Шигай-хан со своими сыновьями Тауекел-султаном (Таваккул-султаном) и другими прибыл в лагерь Абдулла-хан II и встретился с ним. Абдулла-хан II оказал Шигаю исключительный почёт, отдал в качестве икта земли Ходжента и устроил пир. Переход Шигая и его сторонников на сторону Шейбанида Абдулла-хана II стал заметным политическим событием Казахского ханства второй половины XVI века, так как казахские ханы были давними и непримиримыми врагами Шейбанидов в борьбе за власть в Дешт-и-Кипчаке.
Хафиз Таныш в «Шараф-наме-йи шахи» пишет, что когда хан Абдулла-хан II прибыл в Джизак, то с казахскими воинами к его победоносному войску здесь присоединился Шигай-хан, пользовавшийся его особенным расположением. Абдулла-хан II назначил в авангард войска одного из казахских султанов Шигай-хана и его сына Тауекель-султана (Таваккул-султана), «который по храбрости, смелости и мужеству является единственным во [всём] мире (буквально — в горизонтах) и славится в Дешт-и Кипчаке».
В начале 1582 года Абдулла-хан II предпринял очередной Улуг-Тагский поход против Баба-султана и его сторонников, увенчавшийся успехом. В этом походе приняли участие и Шигай-хан с сыном Тауекелем, для Шигай-хана этот поход оказался последним. После его смерти ханская власть перешла к Тауекелю. От преследования Шигая и Тауекеля Баба-султан бежал к ногаям, где он подготовил заговор, чтобы убить ногайских мурз и захватить их земли, который был раскрыт, и он направился в сторону Туркестана с целью возобновить борьбу за обладание Ташкентом. Об этом случайно узнал Тауекель — его воины поймали двух калмаков, тайно посланных Баба-султаном в Туркестан, они и рассказали о возвращении Баба-султана. Тауекель быстро собрал войска и в происшедшем сражении убил Бабу и доставил его голову Абдулла-хану II, взяв в плен Латиф-султана (сын Баба-султана) и некоторых эмиров. В награду за это он помимо богатых подарков получил в удел Африкентский вилайет.
Во время правления Тауекель-хана и его союзных отношений с чагатаидами Могулистана у него было большое влияние на ход политических дел в Могулистане. Так, Шах Махмуд чорас упоминает о его участии в делах Могулии, в частности в Чалыше и Турфане, где «позиция Таваккул-хана была определяющей в решении вопроса, кому быть на троне этого владения».
Несмотря на то, что вассальная зависимость от Абдулла-хана II сохранялась, уже в начале 1583 года Тауекель во время возвращения из похода на Андижан и Фергану заподозрил его в недоброжелательности и покинул его. Источники не объясняют причин этого ухода, однако имеется ряд версий. Так как Абдулла-хан II стал ханом не на «законном» основании, а благодаря дипломатии и войнам, он не только устранил соперников, но и истребил их. Значительную часть претендентов он уничтожил руками Тауекеля. Поэтому положение Тауекеля было также небезопасным, ведь он был джучид и также мог претендовать на власть в Средней Азии. Кроме того, возможно, что Тауекель не получил того, что ему было обещано. Известно, что Абдулла-хан II обещал казахам четыре города в Туркестане, но не выполнил обещания после устранения соперников.
Тауекель начал войну за присырдарьинские города, в 1586 году он предпринял попытку овладеть Ташкентом. Узнав, что войска Абдулла-хана II сосредоточены на юге, Тауекель напал на северные районы Мавераннахра, его нападение подставило под угрозу такие центры, как город Туркестан, Ташкент и даже Самарканд. Он смог разгромить ополчение Ташкента, однако когда против него выступил из Самарканда брат Абдулла-хана II — Убайдаллах, Тауекель не стал принимать сражения и отступил. В 1583 году первая попытка Тауекеля овладеть Ташкентом окончилась неудачно. В следующем году Тауекель смог овладеть Бадахшаном.

## Взаимоотношение Казахского ханства с другими государствами
Тауекель-хан поддерживал дипломатические отношения с империей Великих Моголов в Индии, Ногайской Ордой, Сибирским ханством, Государством Сефевидов, Московским государством. Из русских архивных документов известно, что в 1594 году Кул-Мухаммед, посол Тауекель-хана в Московском государстве, получил известие о прибытии в Москву послов Сефевида шаха Аббаса I. Казахский посол предпринял активные попытки установить контакт с сефевидскими послами. Свою цель Кул-Мухаммед объяснял довольно ясно: «нам с кизылбаским сослатца и стоять бы с кизылбаским на бухарсково». Ему удалось встретиться с послами шаха Аббаса I. Встреча была выгодна и для Сефевидских послов. Заключив в 1590 году очень тяжелый для государства мирный договор с Османской империей, Аббас-шах I искал себе союзников в предстоящей войне. В результате этого в Казахское ханство вместе с Кул-Мухаммедом и русскими послами отправился «шахов человек Дервиш-Магмет». Также и Кул-Мухаммед послал своего доверенного человека к сефевидскому шаху. Результаты этих переговоров не попали на страницы исторических документов, и мы не знаем, чем они завершились. Известно, что Дервиш-Мухаммед встретился с Тауекель-ханом. Сефевидский посол планировал вернуться на родину через территорию Казахского ханства, однако не получил на это разрешения казахского хана. В конце концов, он вынужден был возвращаться в Москву. В связи с этим, нужно отметить немаловажный, на наш взгляд, факт. Военные походы правителей Казахского ханства и правителей Сефевидского государства против Шейбанидов совпадали по времени. В тот самый момент, когда Тауекель-хан предпринял поход и попытался установить свою власть в Мавераннахре, аналогичную кампанию против Шибанидов развернул в Хорасане Аббас-шах І. В 1598—1599 годы, когда казахские правители включили в состав Казахского ханства города Туркестана, а также Ташкент и Фергану, Сефевиды установили свою власть почти над всеми городами Хорасана — Нишапуром, Мешхедом, Гератом и Мервом. Возможно, их действия были между собой согласованы. Тауекель-хан поддерживал отношения с русским царем Фёдором I в конце XVI века. В 1594 году Тауекель отправил посольство с Кул-Мухаммедом к царю Фёдору с целью вызволить из русского плена племянника Тауекеля — Ураз-Мухаммеда, который был захвачен в 1580 году во время войны с Кучумом. Казахские послы передали русскому царю ряд интересных сведений о состоянии Казахского ханства под управлением Тауекель-хана:
А с бухарским царем теперь в миру на время, а и с ногаи со шти браты в миру, и с Тинехматовыми детьми да с урусовыми – ни так ни сяк.
В деле с этим посольством Тауекель-хан также назван «царем казацким и калмыцким», из чего можно сделать вывод, что ему подчинились некоторые ойратские роды. В 1595 году Кул-Мухаммед в Москве при встрече с Ураз-Мухаммедом говорил ему:
… дядя твой Тевкель царевич царь учинился на Казацкой орде, а брата своего Шах-Магметя царевича посадил на калмаках, а кочуют все поблиску и все в соединеньи.
Таким образом, в то время казахскому хану Тауекелю удалось поставить своего брата над небольшой частью «калмаков», кочевавших тогда в непосредственной близости от казахов и обитавших в районах Центрального и Северного Казахстана. Тем не менее некоторые современные исследователи, в частности И. И. Дрëмов и Ж. М. Сабитов, отрицают отождествление калмаков покорившихся казахскому хану, с ойратами. По мнению казахстанского историка Сабитова, те калмаки с которыми воевал Тауекель и которыми впоследствии правил его брат Шах-Мухаммед, были каракалпаками. 
В марте 1595 года послу была вручена ответная царская грамота, в которой царь сообщил, что принимает Казахское ханство «под свою царьскую руку» и обещал прислать «царю и царевичам огненного бою», также высказывалось желание, чтобы Тауекель, «будучи под нашею царьскою рукою и по нашему царьскому повелению, будет воевать бухарского царя и изменника нашего Кучума-царя сибирского изымав, к нашему царьского величества порогу пришлете», то есть, что Тауекель-хан сам должен был смирить Абдулла-хана II и Кучума. Племянника Тауекеля царь согласился отпустить только, если он «взамен пришлет в аманаты своего собственного сына Усейна-царевича». В ответ на посольство Кул-Мухаммеда из Москвы к Тауекелю был направлен переводчик Вельямин Степанов.
По мнению казахстанского историка Н. А. Атыгаева, в конце XVI века кыргызы находились в подчинении у Тауекель-хана, сына Шигай-хана. Согласно кыргызским историкам, в 1582 году северокыргызские родоплеменные объединения оказали поддержку Тауекель-хану в его сражении против Баба-султана. Кыргызы активно участвовали в военных кампаниях Тауекель-хана. В частности, согласно сведениям, изложенным в труде «Тарих-и Саййид Раким» Амира Саййид Шариф Раким Самарканди, они принимали участие в походе на Мавераннахр в 1598 году.

## Поход на Бухару
В 1598 году Тауекель предпринял новый набег на государство Шейбанидов, достаточно подробно описанный в труде Искандара мунши «Тарих-и аламара-йи Аббаси». Поводом для выступления стала ссора Абдулла-хана II со своим сыном Абдалмумин-ханом. Абдулла-хан II не счёл Тауекел-хана достойным противником и выслал против него войска султанов, эмиров пограничных областей и часть своих войск. Сражение, в котором войску Абдулла-хана II было нанесено жестокое поражение, произошло в местности между Ташкентом и Самаркандом. Абдулла-хан II мобилизовал новое войско и сам выступил в его главе; подготовившись к выступлению он послал в Герат за эмиром Кулбаба кукельдашем. Узнав о том, что войско Абдулла-хана II приближается, Тауекель-хан решил уйти в степь и выждать там некоторое время.
Однако после того, как явился Кулбаба кукельдаш и Абдулла-хан II выступил в направлении Самарканда, чтобы покончить с войском Тауекеля, здоровье Абдулла-хана II пошатнулось и вскоре он умер. Власть перешла к его сыну Абд ал-Мумину, но он вскоре был убит мятежниками, с ним прекратилась, как считают многие исследователи, династия Шейбанидов. Узнав о гибели Абд ал-Мумина, Тауекель-хан в августе 1598 года развернул активные действия, крупные военные силы он сосредоточил в горах Алатау. Согласно данным, приводимым Искандаром мунши, численность войска братьев Тауекеля и Есим-султана (Ишим-султана) составила сто тысяч людей. Согласно труда Мухаммада Аваза «Зийа ал-Кулуб» численность их войск также составляла сто тысяч, при этом добавлялось, что при Тауекеле находилось 120 его сыновей-султанов.
Тауекель-хан, овладев вилайетами Туркестана и Мавераннахра, прежде всего Ахси, Андижаном, Ташкентом и Самаркандом вплоть до Мийанкала, оставил своего брата Есим-султана с двадцатью тысячами воинов в Самарканде, а сам с войском в 70-80 тысяч человек направился к Бухаре. В Бухаре в то время было не более 10-15 тысяч воинов, и её правитель Пирмухаммед-хан и эмиры города предпочли не выходить из города и не встречаться в открытом бою, а укрепили башни и стены и приготовились к осаде. Битва длилась одиннадцать дней, на двенадцатый бухарское войско вышло из города и нанесло казахам поражение. Есим-султан, разгневанный этим обстоятельством, послал к Тауекелю гонца. В послании сообщалось, что великий позор, что великое войско терпит поражение от бухарского, и если хан вернётся с бегством в Самарканд, то может встретить противодействие. Поэтому лучшим выходом он предложил вернуться к Бухаре, а сам Есим-султан присоединился к нему с войском, находящимся при нём.
После отступление Тауекель-хана Пирмухаммед-хан II выступил из Бухары с целью преследовать его и отбить завоёванные Тауекелем земли. Битва произошла в Узун-Сакале (Мийанкал). В это время к Пир-Мухаммаду присоединился Баки-султан. На протяжении около месяца длились различные бои, и в большей части сражений люди Тауекеля терпели поражение. Тауекель-хан истощил силы в боях и предпринял большую ночную атаку на войско Пирмухаммед-хан II. Во время атаки были убиты Саид-Мухаммад-султан (родственник Пир-Мухаммад-хана) и Мухаммад Баки аталык-диванбеги. Однако Тауекель также был ранен, он отступил в Ташкент и вскоре скончался. Тауекель-хан остался в памяти народа не только как батыр, полководец и государственный деятель, но и как образованный аристократ, поэт и мусульманин — богоискатель.